# Кордилери
 Тази статия е за планинската верига.  За други значения вижте Корделиери.  
Кордилерите (на испански: Cordilleras; на английски: American Cordillera) са планинска верига или по-точно система от планински вериги в западните части на Северна Америка и Южна Америка.

## Общи данни
Простират се от Аляска до Огнена земя. Най-висок връх в Южна Америка и като цяло за Кордилерите е Аконкагуа (6960 m), а в Северна Америка най-висок връх е Денали (6190 m). Системата обхваща части от Канада, Съединените щати, Мексико, Гватемала, Колумбия, Еквадор, Перу, Боливия, Аржентина, Чили.
Цялата система се дели на 2 части – Северноамерикански Кордилери и Южноамерикански Кордилери или Анди. Дължината им възлиза на над 18 000 km, а ширината им стига до 1600 km в Северна Америка и до 900 km в Южна Америка.
Почти по цялото си протежение е водораздел между басейните на Атлантическия и Тихия океан, а също така ярко изразена климатична граница. По височина отстъпва единствено на Хималаите и на планинските системи в Централна Азия.
Кордилерите лежат във всичките географски пояси на Америка (с изключение на субполярните и полярните) и се отличават с голямо разнообразие на пейзажи и силно изразена височинна поясност.
Снеговата граница в Аляска започва от височина 600 m, на Огнена земя – 500 – 700 m, а в Боливия и Перу е 6000 – 6500 m. В северозападните части на системата в Северна Америка и в югоизточните части на Андите се спускат ледници до нивото на океана, докато в горещите пояси те покриват само най-високите била.
Общата площ на заледените площи е около 90 хил. km² (в Северноамериканските Кордилери – 67 хил. km², в Андите – околоо 20 хил. km²).
Основните планинообразуващи процеси, в резултат на които възникват Кордилерите, започват в Северна Америка през юра, а в Южна Америка – към края на креда, и преминават в тясна връзка с образуването на планински системи на други материци (вж. Алпийска орогенеза).
Формирането на Кордилерите все още не е завършило, за което свидетелстват честите земетресения и вулканизъм. Важна роля в сформирането на релефа играе също заледяването през кватернер.